# Temmincks dwergspecht
De Temmincks dwergspecht (Picumnus temminckii) is een vogel uit de familie Picidae (spechten). Deze vogel is genoemd naar de Nederlandse ornitholoog Coenraad Jacob Temminck.

## Verspreiding en leefgebied
Deze soort komt voor in zuidoostelijk Brazilië, oostelijk Paraguay en noordoostelijk Argentinië.

## Status
De grootte van de populatie is niet gekwantificeerd maar de soort wordt omschreven als tamelijk algemeen. Op de Rode lijst van de IUCN heeft deze soort de status niet bedreigd.